# Nick Winter

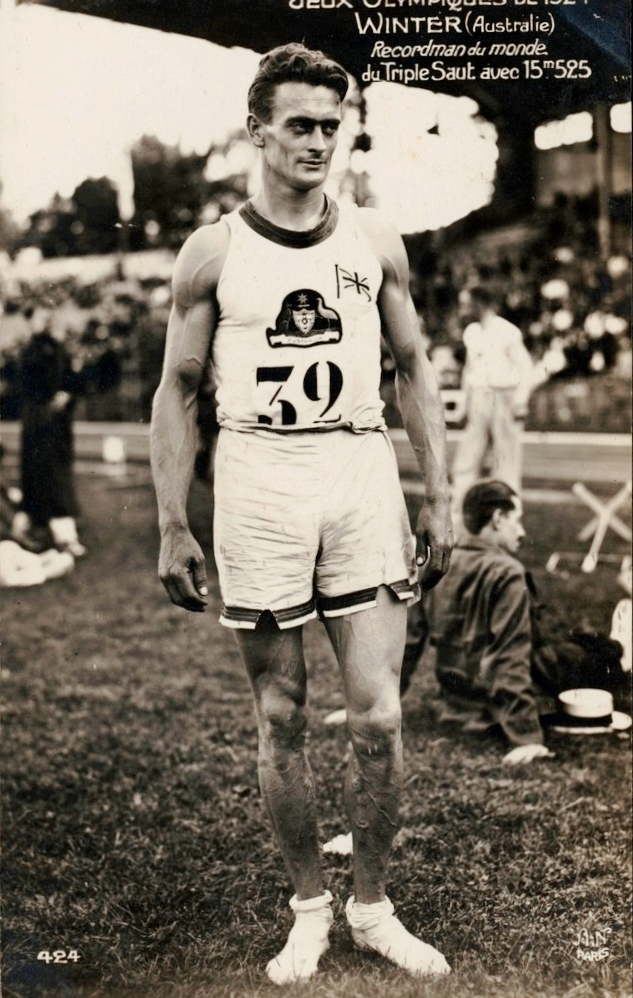
Nick Winter 1924

Nick Winter (eigentlich: Anthony William Winter; * 25. August 1894 in Brocklesby, New South Wales; † 7. Mai 1955 in Pagewood, New South Wales) war ein australischer Dreispringer und Olympiasieger.
Ab 1915 war er Soldat der australischen Armee und nahm am Ersten Weltkrieg teil. 1919 schied er aus der Armeedienst aus.
Im Dezember 1919 stellte er mit 14,50 Meter seinen ersten australischen Rekord  auf.
Bei den Olympischen Spielen 1924 in Paris siegte mit 15,525 Meter im letzten Versuch und stellte mit dieser Leistung den Weltrekord von Dan Ahearn von 15,52 Meter ein. Bei seinem Sieg hatte Winter 10 Zentimeter Vorsprung auf den Argentinier Luis Brunetto. Der finnische Titelverteidiger Vilho Tuulos gewann mit 15,37 Meter Bronze.
Bei den Olympischen Spielen 1928 in Amsterdam konnte sich Winter weder im Weitsprung, wo er in der Qualifikation ohne gültigen Versuch blieb, noch im Dreisprung, wo er mit 14,15 Meter Zwölfter der Qualifikation wurde, für das Finale qualifizieren.
Nick Winter war 1,81 Meter groß und wog in seiner aktiven Zeit 74 Kilogramm. Er starb an einer Gasvergiftung, nachdem er bei einem Sturz in seiner Wohnung auf den Gashahn gefallen war. 